# 千年戀愛中
《千年戀愛中》（韓語：천년째 연애중）講述長生不老、永生不世的1000歲女主角美祖 ，與出現在她身邊，有著難以預測個性的音樂人俊宇間溫故知新的夢幻浪漫電視劇，將會展現出憑著自己累積了千年的戀愛經驗，為其他人進行戀愛商談的美祖，透過與俊宇的相遇而尋找真正愛情的過程。《千年戀愛中》是CJ E&M、YG娛樂與YG K Plus繼《我們分手了》第二部合作網路劇，也是《我們分手了》製作組的新作品。

## 演員列表

### 主演人物
| 演員   | 角色 | 介紹 |
| 姜昇潤 | 俊宇 | 嘻哈團體 KRUNK SOUL 隊長、思念著15年前的初戀的純情男，偶然地搬到美祖家樓上，每件事情都會與美祖發生磨擦，但卻慢慢地被女主吸引。 |
| 黃勝妍 | 美祖 | 過去遇到身份不明的男人後，成為永生不死的存在的美祖，在生活的千年間經歷過各種不同的戀愛。                                       |

### 其他人物
| 演員   | 角色  | 介紹                                                |
| 金希珍 | 延智  | KRUNK SOUL 成員，暗戀俊宇。                         |
| 金秦禹 | 亨植  | KRUNK SOUL 成員，喜歡使用四字成語、有著四次元魅力。 |
| 張基龍 | Jason | 美祖的小區朋友，讓美祖成為千年不死之身的人。        |

## 原聲帶
| 曲序 | 曲目             | 演唱            | 时长 |
| ---- | ---------------- | --------------- | ---- |
| 1.   | You (너)         | 姜昇潤 (WINNER) | 3:35 |
| 2.   | You (너) - Inst. | 姜昇潤 (WINNER) | 3:35 |

## 外部連結
- OnStyle官方網站（页面存档备份，存于）